# عبير سلطان
عبير سلطان هو مصور أخبار ومصور إسرائيلي، ولد في 1985 في إسرائيل.